# Come an’ Get It
Come an’ Get It — четвёртый студийный альбом группы Whitesnake, выпущенный 11 апреля 1981 года. Альбом достиг второй позиции в национальном чарте, что стало наивысшим чартовым достижением группы на тот момент, первую позицию удерживал альбом Kings of the Wild Frontier группы Adam and the Ants, выпущенный ещё в 1980 году.
Песни «Don’t Break My Heart Again» и «Would I Lie to You» были изданы в качестве синглов, и попали в британский Топ-20.
В 2007 году EMI переиздала альбом на CD, добавив шесть бонус-треков.

## Список композиций
| №   | Название                     | Автор(ы)                                                        | Длительность |
| --- | ---------------------------- | --------------------------------------------------------------- | ------------ |
| 1.  | «Come an’ Get It»            | Дэвид Ковердэйл                                                 | 3:59         |
| 2.  | «Hot Stuff»                  | Ковердэйл, Мики Муди                                            | 3:22         |
| 3.  | «Don’t Break My Heart Again» | Ковердэйл                                                       | 4:03         |
| 4.  | «Lonely Days, Lonely Nights» | Ковердэйл                                                       | 4:16         |
| 5.  | «Wine, Women An’ Song»       | Ковердэйл, Муди, Берни Мэрсден, Нил Маррей, Джон Лорд, Иэн Пейс | 3:45         |
| 6.  | «Child of Babylon»           | Ковердэйл, Марсден                                              | 4:48         |
| 7.  | «Would I Lie to You»         | Ковердэйл, Муди, Марсден                                        | 4:29         |
| 8.  | «Girl»                       | Ковердэйл, Марсден, Маррей                                      | 3:55         |
| 9.  | «Hit an’ Run»                | Ковердэйл, Муди, Марсден                                        | 3:23         |
| 10. | «Till the Day I Die»         | Ковердэйл                                                       | 4:23         |

| №   | Название                                                   | Автор(ы)                   | Длительность |
| --- | ---------------------------------------------------------- | -------------------------- | ------------ |
| 11. | «Child of Babylon» (Alternate Rough Mix)                   | Ковердэйл, Марсден         | 4:28         |
| 12. | «Girl» (Alternate Version/Rough Mix)                       | Ковердэйл, Марсден, Маррей | 4:07         |
| 13. | «Come an’ Get It» (Rough Mix)                              | Ковердэйл                  | 3:59         |
| 14. | «Lonely Days, Lonely Nights» (Alternate Version/Rough Mix) | Ковердэйл                  | 4:13         |
| 15. | «Till the Day I Die» (Rough Mix)                           | Ковердэйл                  | 4:44         |
| 16. | «Hit an’ Run» (Backing Track)                              | Ковердэйл, Муди, Марсден   | 3:18         |

## Участники записи
- Дэвид Ковердэйл — вокал, бэк-вокал
- Мики Муди — гитара, бэк-вокал
- Берни Марсден — гитара, бэк-вокал
- Джон Лорд — клавишные
- Нил Маррей — бас-гитара
- Иэн Пейс — ударные

## Чарты

### Альбом
| Год  | Название чарта | Позиция |
| ---- | -------------- | ------- |
| 1981 | Billboard 200  | 151     |

## Дополнительные факты
- В 2018 году немецкая певица Доро записала свою версию «Don’t Break My Heart Again» для альбома Forever Warriors/Forever United[3].